# Aladdin és a csodalámpa (film, 1969)
Az Aladdin és a csodalámpa (eredeti cím:  Aladin et la Lampe Merveilleuse) 1969-ben bemutatott francia rajzfilm, amely az Az Ezeregyéjszaka meséiben szereplő Alá ad-Dín és a bűvös lámpa című mese alapján készült. Az animációs játékfilm rendezője Jean Image. A forgatókönyvet France Image és Jean Image írta, a zenéjét Fred Freed szerezte. A mozifilm a Films Jean Image gyártásában készült, az Océanic Films forgalmazásában jelent meg. 
Franciaországban 1970. január 28-án, Magyarországon 1970. december 24-én, felújított változattal 1977. szeptember 22-én mutatták be a mozikban.

## Cselekmény
Törökországban élt egy 8 éves kisfiú, akit Aladdinnak hívtak. Apja rég meghalt, az anyjával élt együtt. Egyszer, amikor a többi gyerek játszott, megjelent a nagybácsija és arra kérte: segítsen neki kihozni egy olajlámpást. A kisfiú lement érte a barlangba, aztán egy táskát megtöltött arannyal. A nagybácsi miután megkapta a kincset, bezárta Alit a barlangba. A barlang magától bezárult, és a kisfiú megdörzsölte a lámpást. Azon nyomban kijött belőle egy dzsinn és hazavitte az anyjához, s ezután bőségben éltek. 
Amikor Aladdin 16 éves lett, a szultán parancsára mindenkinek be kellett zárkóznia, mert lánya, Bádrárbudúr hercegnő a fürdőbe vonult. A hercegnőnek semmi kedve nem volt fürödni, s azt kiabálta hogy nem akar mosakodni. A fürdőmester már ott várta. Ali azt kérte az anyjától, hogy vigyen a szultánnak sok drágakövet jegyajándékul. A szultán elfogadta az ajándékot és másnap meg is tartották az esküvőt. 
Mikor Aladdin és a szultán nem volt otthon, akkor a gonosz nagybácsi kereskedőnek öltözött és elkezdett kiabálni a hercegnő ablaka alatt. Bádrárbudúr szobalánya meg hallotta és így szólt a hercegnőhöz: ezért az ócska lámpásért adna egy újat. A hercegnőnek megtetszett az ötlet és a szobalány elcserélte a csodalámpást. Ali nagybácsija megdörzsölte a lámpást és megparancsolta a dzsinnek, hogy vigye el a hercegnőt, a palotát és a szolgálólányt. A szultán három napot adott Aladdinnak, hogy megkeresse a lányát. Miután megtalálta, a hercegnő elmondta, miképp került a palota a sivatagba. Ali a szolgálónak adott egy elixírt és megkérte, hogy öntse bele a nagybácsi teájába. 
A hercegnő meg hívta a nagybácsit egy vacsorára, s átnyújtotta az italt. A nagybácsi így szólt: ha méreg lenne,  akkor is meginná. Abban a percben elaludt, Ali megdörzsölte a lámpást és megérte a dzsinnt, hogy vigye vissza a palotát, de a nagybácsit hagyja ott a sivatagban. A szultán örömmel fogadta a lányát és dzsinn és a szolgálólány Ökismit. Ali és Bádrárbudúr ugyanúgy meg szerették egymást és Ali elvitte a szultánlányt világot látni. Amikor a szultán meghalt, lánya követte a trónján.

## Szereplők
| Szereplő                | Eredeti hang                           | Magyar hang                        |
| ----------------------- | -------------------------------------- | ---------------------------------- |
| Fiatal Aladdin          | Gaston Paul Guez Olivier (ének)        | Berkes Gábor                       |
| Aladdin                 | Jean-Pierre Leroux Pascal Dufar (ének) | Kovács István Németh Sándor (ének) |
| Badroulboudour hercegnő | Lucie Dolène                           | Venczel Vera Házy Erzsébet (ének)  |
| Afrikai mágus           | Henri Virlojeux                        | Antalffy Albert                    |
| Aladdin anyja           | Claire Guibert                         | Győri Ilona                        |
| Szultán                 | Richard Francoeur                      | Képessy József                     |
| Lámpa szelleme          | Georges Atlas                          | Alfonzó                            |
| Gyűrű szelleme          | Fred Pasquali                          | Farkas Antal                       |
| Alvilág fejedelme       | Fred Pasquali                          | Inke László                        |
| Nagyvezír               | Fred Pasquali                          | Verebes Károly                     |
| Uhu                     | René Hiéronimus                        | Prókai István                      |
| Pletykazsák             | Lita Recio                             | Vay Ilus                           |
| Narrátor                | Michel Gudin                           | Mécs Károly                        |

További magyar hangok: Bárány Frigyes, Berényi Ottó, Pálos Zsuzsa, Rátonyi Róbert, Tyll Attila, Zách János

## Betétdalok
| Magyar                            | Magyar                                   | Francia                         | Francia                         |
| Dal                               | Előadó                                   | Dal                             | Előadó                          |
| --------------------------------- | ---------------------------------------- | ------------------------------- | ------------------------------- |
| Egy arannyal sokat ér I-II.       | Berkes Gábor Németh Sándor Házy Erzsébet | Avec un pièce d'or              | Olivier Pascal Dufar            |
| Afrikai mágus és Uhu első dala    | Antalffy Albert Prókai István            | Ce qu'on est bien dans son bain | Henri Virlojeux René Hiéronimus |
| És kezében virág                  | Németh Sándor Házy Erzsébet              | On est pauvre sans amour        | Pascal Dufar Lucie Dolène       |
| Badroulboudour hercegnő dala      | Házy Erzsébet                            | Je me marie                     | Lucie Dolène                    |
| Afrikai mágus és Uhu második dala | Antalffy Albert Prókai István            | Ce qu'on est bien dans son bain | Henri Virlojeux René Hiéronimus |

## Televíziós megjelenések
MTV, Duna TV 